# Darío Benavides
Darío Benavides Fuentes (Balanegra, 12 januari 2003) is een Spaans voetballer die sinds 2025 uitkomt voor RAAL La Louvière.

## Carrière
Benavides genoot zijn jeugdopleiding bij Polideportivo Ejido, CD Oriente, UD Almería en Sevilla FC. Op 19 december 2021 maakte hij zijn officiële debuut voor Sevilla Atlético, het beloftenelftal van Sevilla dat toen uitkwam in de Primera Federación: in de 4-0-nederlaag tegen Linares Deportivo mocht hij in de 89e minuut invallen voor Juanmi García. Later kwam Benavides, die in de UEFA Youth League 2021/22 tweemaal scoorde in acht wedstrijden, ook uit voor het C-elftal van Sevilla in de Tercera Federación.
Op 1 november 2023 maakte Benavides zijn officiële debuut voor het eerste elftal van Sevilla: in de bekerwedstrijd tegen CD Quintanar del Rey (0-3-winst) liet trainer Diego Alonso hem in de 80e minuut invallen voor Juanlu Sánchez. Op 6 december 2023 volgde zijn eerste basisplaats bij Sevilla: in de bekerwedstrijd tegen Atlético Astorga FC (0-2-winst) liet Alonso hem een hele wedstrijd spelen. Op 14 december 2024 maakte Benavides zijn debuut in de Primera División: in de 1-0-zege tegen Celta de Vigo liet trainer García Pimienta hem in de 86e minuut invallen voor Gonzalo Montiel.
In juni 2025 ondertekende Benavides een driejarig contract bij de kersverse Belgische eersteklasser RAAL La Louvière.
1 Valkenaers ·
3 Gilot ·
4 Faye  ·
5 Corneillie ·
7 Gobitaka ·
8 Gueulette ·
9 Guindo ·
10 Pau ·
11 Liongola ·
12 Loiseaux ·
13 Maisonneuve ·
14 Belkheir ·
15 Lahssaini ·
21 Peano ·
23 Ito ·
25 Lamego ·
26 Bongiovanni ·
27 Eyongo ·
28 Botella ·
31 Camara ·
38 Diallo ·
44 Klomp ·
49 Hoedaert ·
51 Sidibe ·
70 Nagera ·
71 Monteiro ·
98 Maës ·
Coach: Taquin